# Dörverden
Dörverden là một đô thị ở huyện Verden, trong bang Niedersachsen, nước Đức. Đô thị Dörverden có diện tích km². Nó nằm ở mạn phải sông Weser, khoảng 8 km về phía nam của Verden, và 40 km về phía đông nam của Bremen.

## Lịch sử
Dörverden đã từng thuộc Tổng giáo phận Verden, thành lập năm 1180. Năm 1648, tổng giáo phận này được chuyển thành Công quốc Verden, ban đầu được cai trị trong một liên minh cá nhân bởi triều đình Thụy Điển - bị gián đoạn bở giai đoạn Đan Mạch chiếm đóng (1712-1715) – và từ năm 1715 trở đi bởi nhà Hanover. Năm 1807, Vương quốc Westfalen đã thôn tín công quốc trước khi bị Đế quốc Pháp thôn tính vào năm 1810.